# 気まぐれヴィーナス
「気まぐれヴィーナス」（きまぐれヴィーナス）は、1977年5月にリリースされた桜田淳子の19枚目のシングルである。

## 解説
- 第28回NHK紅白歌合戦の出場曲、それも紅組では最初の曲となる。なお番組では、冒頭の「青くて堅かった」の部分を「白くてダメだった」と替えて歌った。
- 作詞の阿久悠は桜田に、「この曲はマリリン・モンロー（のイメージ）だ」と説明したという[1]。歌詞の中にモンローの有名な”I Wanna Be Loved By You”のスキャットをイメージした部分がある。
- レコードジャケットの写真撮影時、桜田の髪型はセミロングだったが、その後歌番組披露時にはバッサリとショートカットとなった。
- 松田聖子は1978年の『ミス・セブンティーンコンテスト』にこの曲を吹き込んだテープを送り、九州地区大会で優勝した。本選出場は父親の反対で辞退したが、そのテープを聴いたCBS・ソニーの若松宗雄がスカウトを決意したという。その後松田は1980年に桜田と同じサンミュージックでデビュー、テレビ番組「歌まね振りまね 新・スターに挑戦!!」で桜田本人の前で本曲を歌い、素人の挑戦者を圧倒している。このときの様子は動画サイト上にアップロードされている。
- B面の「若い人のテーマ」は自身が主演を務めた映画『若い人』（東宝）の主題歌。

## 収録曲
- 全曲作詞：阿久悠／作曲：森田公一

1. 気まぐれヴィーナス (2分54秒)
編曲：船山基紀
2. 若い人のテーマ (3分19秒)
編曲：青木望

## カバー
気まぐれヴィーナス
- 1977年：谷ちえ子（アルバム『ほゝえみ』に収録）